# Hydromagnesit
Hydromagnesit (auch Magnesia alba oder helles Magnesia) ist ein eher selten vorkommendes Mineral aus der Mineralklasse der „Carbonate und Nitrate“ mit der chemischen Zusammensetzung Mg5[(OH)2|(CO3)4]·4H2O und damit chemisch gesehen ein wasserhaltiges Magnesiumcarbonat mit Hydroxidionen als zusätzlichen Anionen.
Hydromagnesit kristallisiert im monoklinen Kristallsystem und entwickelt kleine, nadelige bis tafelige Kristalle, die meist in büscheligen Aggregaten angeordnet sind. Oft bildet er allerdings auch massige Aggregate und krustige Überzüge. Das Mineral ist durchsichtig bis durchscheinend und die Oberflächen der farblosen bis weißen Kristalle weisen einen glasähnlichen Glanz auf. In Aggregatform oder Krusten schimmert das Mineral dagegen eher perlmuttartig oder ist matt.

## Etymologie und Geschichte
Erstmals entdeckt wurde Hydromagnesit bei Castle Point nahe Hoboken im US-Bundesstaat New Jersey. Analysiert und beschrieben wurde er 1827 durch Hans Gabriel Trolle-Wachtmeister (1782–1871) unter der Bezeichnung Magnesia alba (bzw. Talkjordshydrat, deutsch: Talkerdehydrat). Nach Meinung von Franz von Kobell war diese Bezeichnung allerdings von geringer Bedeutung und in der mineralogischen Nomenklatur zudem unpassend. Er schlug daher den Namen Hydromagnesit vor – ein zusammengesetztes Kunstwort aus dem griechischen Wort „Hydro“ für Wasser und Magnesit – um die Verschiedenheit von Magnesit als wasserfreiem Talkerdecarbonat hervorzuheben.

## Klassifikation
In der veralteten 8. Auflage der Mineralsystematik nach Strunz gehörte der Hydromagnesit zur gemeinsamen Klasse der „Nitrate, Carbonate und Borate“ und dort zur Abteilung der „Wasserhaltigen Carbonate mit fremden Anionen“, wo er zusammen mit Artinit die „Hydromagnesit-Artinit-Gruppe“ mit der System-Nr. Vb/D.01 und den weiteren Mitgliedern Brugnatellit und Giorgiosit bildete.
Im zuletzt 2018 überarbeiteten und aktualisierten Lapis-Mineralienverzeichnis nach Stefan Weiß, das sich aus Rücksicht auf private Sammler und institutionelle Sammlungen noch nach dieser alten Form der Systematik von Karl Hugo Strunz richtet, erhielt das Mineral die System- und Mineral-Nr. V/E.01-10. In der „Lapis-Systematik“ entspricht dies ebenfalls der Abteilung „Wasserhaltigen Carbonate, mit fremden Anionen“, wo Hydromagnesit zusammen mit Artinit, Brugnatellit, Chlorartinit, Coalingit, Dypingit, Giorgiosit, Indigirit und Widgiemoolthalith eine eigenständige, aber unbenannte Gruppe bildet.
Die seit 2001 gültige und von der International Mineralogical Association (IMA) zuletzt 2009 aktualisierte 9. Auflage der Strunz’schen Mineralsystematik ordnet den Hydromagnesit in die inzwischen verkleinerte Klasse der „Carbonate und Nitrate“, dort aber ebenfalls in die Abteilung der „Carbonate mit zusätzlichen Anionen; mit H2O“ ein. Diese ist allerdings weiter unterteilt nach der relativen Größe der beteiligten Kationen, so dass das Mineral entsprechend seiner Zusammensetzung in der Unterabteilung „Mit mittelgroßen Kationen“ zu finden ist, wo es als alleiniger Namensgeber die „Hydromagnesitgruppe“ mit der System-Nr. 5.DA.05 und den weiteren Mitgliedern Dypingit, Giorgiosit und Widgiemoolthalith bildet.
Die vorwiegend im englischen Sprachraum gebräuchliche Systematik der Minerale nach Dana ordnet den Hydromagnesit wie die 8. Auflage der Strunz’schen und die Lapis-Systematik in die  gemeinsame Klasse der „Nitrate, Carbonate und Borate“, dort allerdings in die bereits feiner unterteilte Abteilung der „Carbonate - Hydroxyl oder Halogen“ ein. Hier ist er nur zusammen mit Widgiemoolthalith in der unbenannten Gruppe 16b.07.01 zu finden.

## Kristallstruktur
Hydromagnesit kristallisiert monoklin in der Raumgruppe P21/c (Raumgruppen-Nr. 14) mit den Gitterparametern a = 10,11 Å; b = 8,95 Å; c = 8,38 Å und β = 114,4° sowie 2 Formeleinheiten pro Elementarzelle.

## Eigenschaften
Oberhalb von etwa 200 °C zersetzt sich Hydromagnesit unter Abgabe von Wasser und Kohlendioxid. Zurück bleibt Magnesiumoxid.

## Bildung und Fundorte

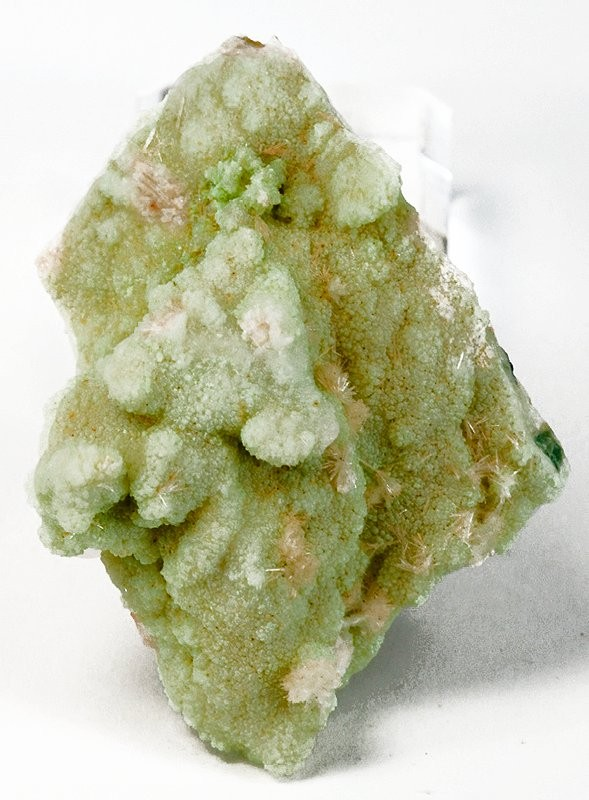
Hydromagnesit-Büschel auf hellgrünem Magnesit. Die grüne Farbe des Magnesits resultiert aus Nickelverunreinigungen. Fundort: Cedar Hill Quarry, Fulton Township, Lancaster County, Pennsylvania. Größe: 7,3 × 5,5 × 3,1 cm

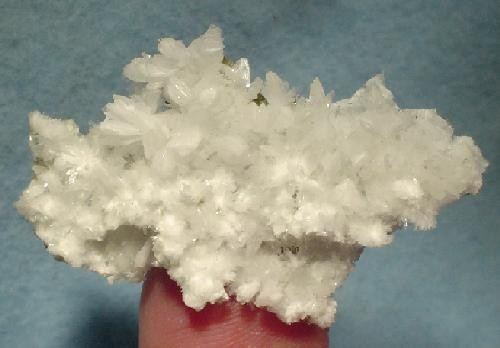
Hydromagnesit, Fundort: Red Mountain bei Santa Clara, Kalifornien/USA

Hydromagnesit stellt ein Verwitterungsprodukt von magnesiumhaltigen Mineralien (Brucit, Serpentine) bzw. Gesteinen (Ultramafitit, Dolomit, Marmor) dar. In Dolomit und Marmor kann er das Resultat einer hydrothermalen Umwandlung der entsprechenden Gesteine sein. Hydromagnesit kommt typischerweise als Verkrustungen oder Ausfüllung von Klüften und Hohlräumen 
vor.
Weiterhin kommt Hydromagnesit in (Kalkstein-)Höhlen als Speläothem bzw. als sogenannte Mondmilch vor. Hier wird es durch magnesiumreiche Sickerwässer gebildet. Nach Calcit und Aragonit ist es das häufigste speläotheme Mineral.
Eine Besonderheit ist, dass Hydromagnesit, ähnlich Calcit und Aragonit auch von lebenden Organismen gebildet wird. Es ist bekannt, dass Stromatolithen unter alkalischen Bedingungen 
(pH>9) Hydromagnesit ausscheiden (Salda-See, Südtürkei). Eine Bildung durch Mikroorganismen ist auch vom Dry Lake in British Columbia bekannt.
Als eher seltene Mineralbildung kann Hydromagnesit an verschiedenen Fundorten zum Teil zwar reichlich vorhanden sein, insgesamt ist er aber wenig verbreitet. Weltweit sind bisher rund 360 Fundorte dokumentiert (Stand: 2021). Neben seiner Typlokalität Castle Point bei Hoboken in New Jersey trat das Mineral in den Vereinigten Staaten von Amerika unter anderem noch im „Nautiloid Canyon“ (einem Teil des Grand Canyon) in Arizona, an vielen Orten in Kalifornien, in mehreren Gruben nahe Georgetown (Colorado), in der „Marengo Cave“ im Crawford County (Indiana), bei White Pine im Ontonagon County von Michigan, bei Kings Mountain in North Carolina, Pennsylvania, bei Lime Rock in Rhode Island sowie an mehreren Orten in Maryland, Nevada, New Mexico, New York, South Dakota, Tennessee, Utah, Virginia, Washington und Wisconsin.
In Deutschland konnte Hydromagnesit bisher am Steinbruch Limberg in der Gemeinde Sasbach in Baden-Württemberg, in der Eibengrotte bei Bamberg und am Zeilberg in Bayern, an mehreren Fundpunkten bei Stolberg (Rheinland) und bei Hüsten (Arnsberg) in Nordrhein-Westfalen sowie am Arensberg, Ettringer Bellerberg in der Eifel und in der Grube Friedrichssegen im Lahntal in Rheinland-Pfalz.
In Österreich fand sich das Mineral unter anderem im Serpentinit-Steinbruch bei Griesserhof (Gulitzen) nahe Hirt im Bezirk Friesach-Hüttenberg und am Buchberg nahe Sankt Veit an der Glan in Kärnten, bei Loja in der niederösterreichischen Gemeinde Persenbeug-Gottsdorf, am Untersberg in Salzburg, am Eibegggraben (Fischbacher Alpen), bei Fohnsdorf und Kraubath an der Mur in der Steiermark, am Gumpachkreuz im Hinterbichler Dorfertal und an der Gratlspitze in Tirol sowie bei Obertraun in Oberösterreich.
In der Schweiz trat Hydromagnesit bisher nur bei Selva (Tujetsch) im Kanton Graubünden, im Salzbergwerk bei Bex im Kanton Waadt und im Bergwerk Les Moulins bei Saint-Luc VS im Kanton Wallis auf.
Weitere Fundorte liegen unter anderem in der Antarktis, in Australien, Belgien, Bolivien, Brasilien, China, Frankreich, Griechenland, Iran, Israel, Italien, Japan, Kanada, Marokko, Mexiko, der Mongolei, Neuseeland, Norwegen, Rumänien, Russland, Schweden, Serbien, Simbabwe, der Slowakei, Spanien, Südafrika, Tschechien, Türkei, Turkmenistan, Ungarn, Usbekistan und im Vereinigten Königreich (Großbritannien).

## Verwendung
Hydromagnesit wird industriell zusammen mit Huntit zu anorganischen Flammschutzmitteln verarbeitet.
Hydromagnesit hat die Eigenschaft unter thermischer Beanspruchung sich endotherm unter Abgabe von Wasser und Kohlendioxid zu zersetzen. Hierdurch wird die Brandausbreitung bei der Verwendung in Kunststoffen verhindert.
Als festes Zersetzungsprodukt bleibt Magnesiumoxid übrig. Die Zersetzung beginnt schon bei, für Flammschutzmittel niedrigen, 200 °C, was gegenüber anderen Flammschutzmitteln, wie Aluminiumhydroxid einen Vorteil darstellt.